# Station Bayeux
Station Bayeux is een spoorwegstation in de Franse gemeente Bayeux.

## Treindienst
| Serie | Treinsoort | Route                                                  | Bijzonderheden |
| ----- | ---------- | ------------------------------------------------------ | -------------- |
| K 2+  | TER (SNCF) | Paris Saint-Lazare – Caen – Bayeux – Lison – Cherbourg |                |